# 毛執功
毛執功（1781年3月23日（乾隆四十六年二月二十九日）—1837年10月25日（道光十七年九月二十六日）），和名座喜味親方盛珍，童名眞三良，號法令，琉球國第二尚氏王朝政治家、三司官。毛氏座喜味殿內七世。
嘉慶十二年（1807年），繼承讀谷山間切總地頭職。此後歷任御鎖之側、御用意方御物奉行等職。道光六年（1826年），以年頭使的身份出使薩摩藩，七月初二日（8月5日）抵達鹿兒島，因別有公務，於十一月初二日（11月30日）提早回國。同年十一月八日（12月6日），被任命為三司官。道光八年三月八日（1828年4月21日），獲賜紫地浮織冠。道光十六年九月二十三日（1836年11月1日）致仕。道光十七年九月二十六日（1837年10月25日）卒，享年五十七歲。

## 家族
- 父：毛維新（座喜味親方盛棟）
- 母：思龜樽（號潤德，向氏大宜味按司朝宜女）

- 生父：毛維燠（座喜味里之子親雲上盛保）
- 生母：眞鶴（楊氏高江洌親雲上昌惠女）

- 室：眞鍋（號月皓，毛國棟（嵩原親方安執）女）
  - 長男：毛恒德（原名毛達德，座喜味親方盛普）
  - 長女：思戸（嫁向氏大里按司朝健）
  - 次女：眞鶴（嫁毛氏嘉手納親方盛方）
- 繼室：眞牛（號壽仙，馬氏與那原親方良應女）
- 妾：呉勢（中城間切添石村安谷屋筑登之女）
  - 次子：毛達仁（盛順）